# Pozwany
Pozwany (łac. reus) — strona bierna procesu cywilnego, przeciwko której skierowane zostało powództwo. 

## Miejsce zasiadania na sali sądowej
W trakcie rozprawy pozwany zajmuje miejsce po lewej stronie patrząc z perspektywy sądu (składu sędziowskiego).
Z perspektywy pozwanego stojącego twarzą w kierunku składu sędziowskiego będzie to strona prawa.